# Серда (Татарстан)
Серда — деревня в Сабинском районе Татарстана. Входит в состав Шикшинского сельского поселения.

## География
Находится в северо-западной части Татарстана на расстоянии приблизительно 7 км на север по прямой от районного центра поселка Богатые Сабы.

## История
Известна с 1678 года как деревня По речке Серде. 
В «Списке населенных мест по сведениям 1859 года», изданном в 1866 году, населённый пункт упомянут как казённая деревня По речке Серде (По обе стороны) 1-го стана Мамадышского уезда Казанской губернии. Располагалась при речке Серде, по правую сторону почтового тракта из Казани в Мамадыш, в 83 верстах от уездного города Мамадыша и в 26 верстах от становой квартиры во владельческом селе Кукмор (Таишевский Завод). В деревне в 65 дворах жили 562 человека (271 мужчина и 291 женщина). Была мечеть.
В начале XX века упоминалось о наличии мечети и мектеба.
По сведениям переписи 1897 года, в деревне По течению речки Серды Мамадышского уезда Казанской губернии жили 590 человек (270 мужчин и 320 женщин), из них 585 мусульман.

## Население
Постоянных жителей было: в 1782 — 80 душ мужского пола, в 1859—496, в 1897—656, в 1908—715, в 1920—725, в 1926—670, в 1938—562, в 1949—430, в 1970—324, в 1979—292, в 1989—225, 236 в 2002 году (татары 100 %), 230 в 2010.